# Alfred Watkins
Alfred Watkins (27 de janeiro de 1855 - 15 de abril de 1935) foi um escritor inglês, arqueólogo amador autodidata, antiquário e empresário que, enquanto estava em uma encosta em Herefordshire, Inglaterra, em 1921 experimentou uma revelação. Ele percebeu na paisagem britânica um aparente arranjo de linhas retas posicionadas ao longo de características antigas. Para isso, ele posteriormente cunhou o termo "ley", agora geralmente referido como linha ley, porque a linha passava por locais cujos nomes tinham a sílaba "ley".

## Vida
Watkins nasceu em Hereford em uma família abastada que se mudou para a cidade em 1820 para estabelecer vários negócios, incluindo um moinho de farinha, um hotel e uma cervejaria. Watkins viajou por Herefordshire como um 'out-rider' representando as empresas familiares e, assim, conheceu a região intimamente.

## Legado
Arqueólogos em geral não aceitam as idéias de Watkins sobre leys. A princípio, eles consideraram os antigos bretões muito primitivos para terem elaborado tal arranjo, mas esse não é mais o argumento usado contra a existência de lys. Mais crucialmente, existem tantas características antigas que é altamente provável que seja encontrada alguma em alinhamento aproximado. Watkins foi sensível a esses argumentos e pediu cautela. Ele também elaborou uma lista segundo a qual as características da paisagem poderiam receber valores entre ¼ e 1 ponto, sendo cinco pontos ou mais exigidos como evidência de um ley.

## Livros publicados
- Early British Trackways, Moats, Mounds, Camps and Sites, Simpkin, Marshall, Hamilton, Kent & Co. (London); The Watkins Meter (Hereford), 1922
- The Old Straight Track: its mounds, beacons, moats, sites, and mark stones, 1925
- The Ley Hunter's Manual, 1927
- Alfred Watkins's Herefordshire in his own Words and Photographs, Logaston Press, 14 November 2012. A previously unpublished manuscript, written in 1931